# 杉並区立公民館
杉並区立公民館（すぎなみくりつこうみんかん）は、東京都杉並区荻窪にかつてあった公民館である。1953年竣工。1954年米国のビキニ環礁水爆実験で第五福竜丸が被爆したのを契機に全国的に原水爆禁止運動が展開されていく中、当公民館で全国に先駆けて原水爆禁止の運動を展開。この杉並公民館で行われた決議・署名運動は瞬く間に日本中に広がり大きな影響を与えたと言われている。その後も社会教育法に基づき、平和学習の拠点として当公民館は使われたが施設の老朽化により、1989年に閉館。その後は杉並区梅里にある杉並区立杉並第十小学校跡地に出来たセシオン杉並に社会教育の拠点を移す事になった。跡地は現在杉並区立荻窪体育館になっている。

## 年表
- 1953年11月1日-杉並区立公民館が開館。初代館長に法学者で法政大学教授の安井郁が就任。[1]
- 1954年3月1日-ビキニ環礁で水爆実験。第五福竜丸が被爆。
- 同5月9日-同公民館で行われた協議で原水爆禁止署名運動杉並協議会が結成される。[2][1](この宣言は杉並アピールと呼ばれる[3])(同年8月は原水爆禁止署名運動全国協議会が結成される)[1]
- 同9月-原水爆禁止日本協議会が結成。[1]
- 1954年-公民館教養講座が始まる。平和や原子力についての講座が定期的に行われる。[1]
- 1968年-成人学級が始まる。[1]
- 1977年-秋川合宿がはじまる。障害のある子供とない子供の交流事業。[1][4]
- 1978年-杉並教科書を読む会が始まる。[1]
- 同年-公民館を廃止し、社会教育センターを設立する事が決まる。[1]
- 1979年-杉並区立公民館を存続させる会が発足。[1]
- 1989年3月31日-公民館閉館。杉並区立社会教育センター(セシオン杉並)に引き継がれる。[1]
- 1991年6月-跡地に杉並区立荻窪体育館が完成。

## 建物概要
参照
- 鉄筋コンクリート造り2階建て
- 敷地面積2875平方メートル
- 延べ床面積654平方メートル

- 会議室-46平方メートル
- 講堂-250人収容　264平方メートル
- 和室-43平方メートル
- 講座室-58平方メートル

## アクセス
東京都杉並区荻窪3丁目47番2号
JR中央線快速・地下鉄丸ノ内線荻窪駅南口徒歩7分